# Thapsia (növénynemzetség)
A Thapsia (az angol nevet magyarra fordítva: „halálos sárgarépa”) a zellerfélék mérgező növényeinek kis nemzetsége. A Földközi-tenger nyugati részén, Portugália és Marokkó atlanti-óceáni partvidékén fordul elő. Egyes fajait gyógynövényként használják.

## Leírás
A Thapsia fajok lágyszárú évelők, 50–200 cm-ig nőnek. Nagy, rendszeresen elosztott ernyővirágzatuk van. A magoknak négy szárnya van, ez a fő jellemzője a nemzetségnek, amely a Földközi-tenger környékén, az Ibériai-félszigeten és Észak-Afrikában terjedt el.
A vele rokon bürökhöz hasonlóan mérgező növény.
A Thapsia általános név a nemzetség tagjainak ókori görög θαψία (thapsía) nevéből származik. A görögök úgy vélték, hogy az ősi szicíliai Thapszosz településre utal. Nagy múltra tekint vissza az ősi hagyományos orvoslás terén. Az algériaiak fájdalomcsillapítóként használták, bár felismerték, hogy a növény mérgező a tevék számára. Ez lehetett a görög Küréné kolónia egyik exportált gyógynövénye, a szilfion, amelyet hashajtóként és hánytatóként használtak. Annak ellenére, hogy a szilfion pontos jelentése ma is vitatott, egyes történészek úgy vélik, hogy ez lehetett a Thapsia garganica.

## Gyógyászati alkalmazás
A tapszigargin nevű vegyületet a Thapsia garganica-ból izolálták. A tapszigargin szintetikus előgyógyszere, a „G-202”, előzetes klinikai vizsgálatokban szerepel a rák kezelésében.

Az aktív alkotóelem elpusztítja a daganatsejteket, tönkre téve a kalciumegyensúlyukat. Többek között, a GenSpera, Inc. nevű biotechnológiai vállalat San Antonio-ban (Texas, AEÁ) tanulmányozza a tapszigargin közvetlen rákos sejtekbe juttatásának módszereit, hogy el lehessen kerülni az egészséges sejtek károsodását.
A Nottingham-i Egyetem Kin-Chow Chang professzor által vezetett csoportja a Viruses szaklap 2021. februári kiadásában számolt be az angliai Állat- és Növényegészségügyi Ügynökséggel, a Pirbright Intézettel és a Kínai Mezőgazdasági Egyetemmel közösen végzett kutatásokról. Eszerint, a tapszigargin egy széles spektrumú vírusellenes szer, amely a koronavírusok, az RSV és az A típusú influenzavírus ellen legalább több százszor hatásosabb, mint a jelenlegi vírusellenes készítmények. A tapszigargin és más szerkezeti szempontból rokon vegyületek vírusellenes terápiában való alkalmazását a PCT/GB2019/050977 és PCT/GB2020/052479 számú szabadalmakkal védették le.

## Fajok
Jelenleg mintegy 21 Thapsia faj ismert. Azonban ez egy összetett nemzetség, és egyes szerzők más  fajszámot adhatnak meg.
- Thapsia asclepium
- Thapsia cinerea A. Pujadas
- Thapsia decussata Lag.
- Thapsia eliasii
- Thapsia foetida
- Thapsia garganica L.
- Thapsia gummifera
- Thapsia gymnesica Rosselló és A. Pujadas
- Thapsia meoides
- Thapsia minor Hoffmans & Link
- Thapsia nestleri
- Thapsia nitida Lacaita
- Thapsia pelagica
- Thapsia platycarpa Pomel
- Thapsia scabra
- Thapsia smittii
- Thapsia tenuifolia
- Thapsia thapsioides
- Thapsia transtagana Brot.
- Thapsia villosa L.

## Képtár

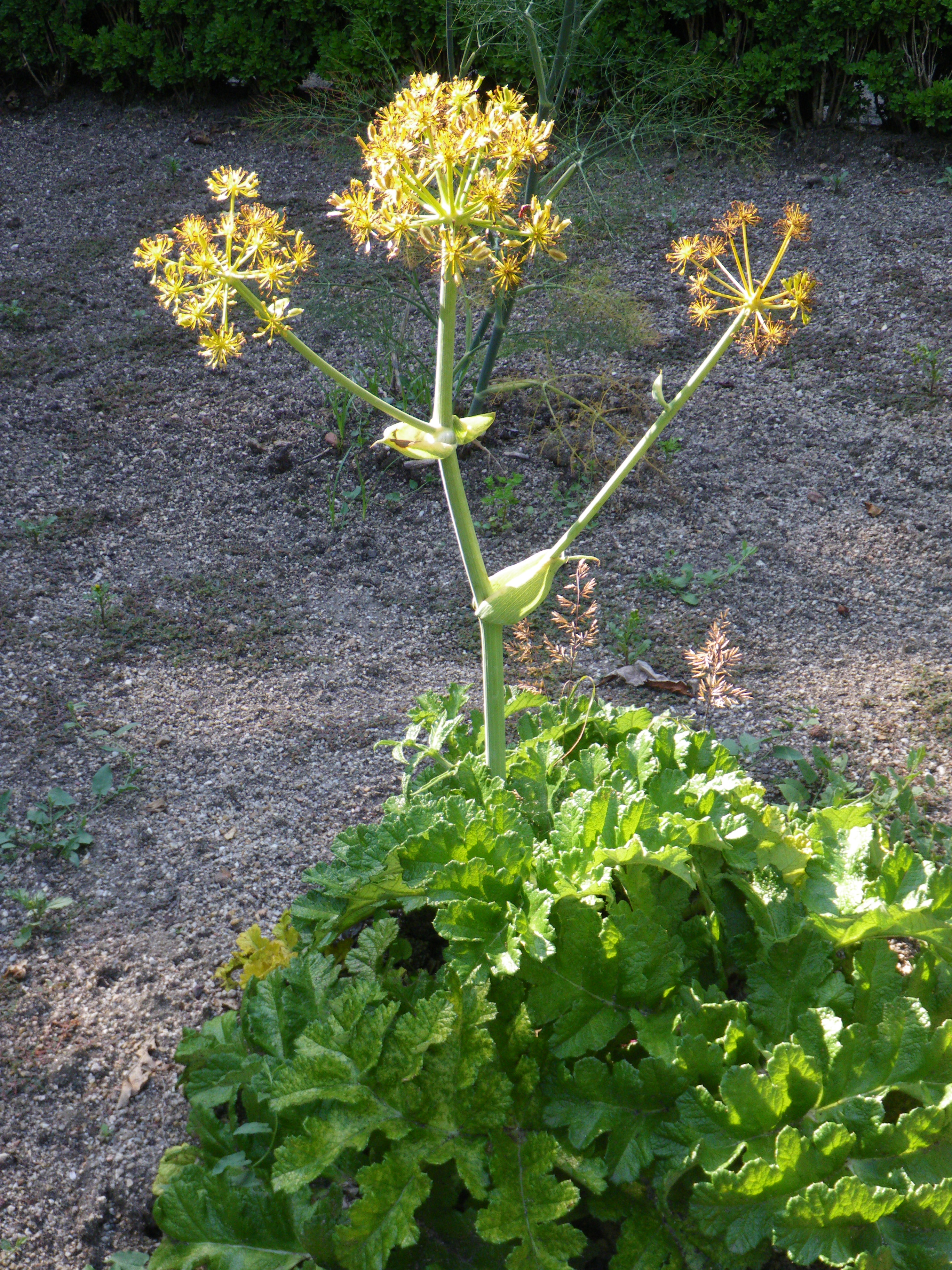
Thapsia nitida
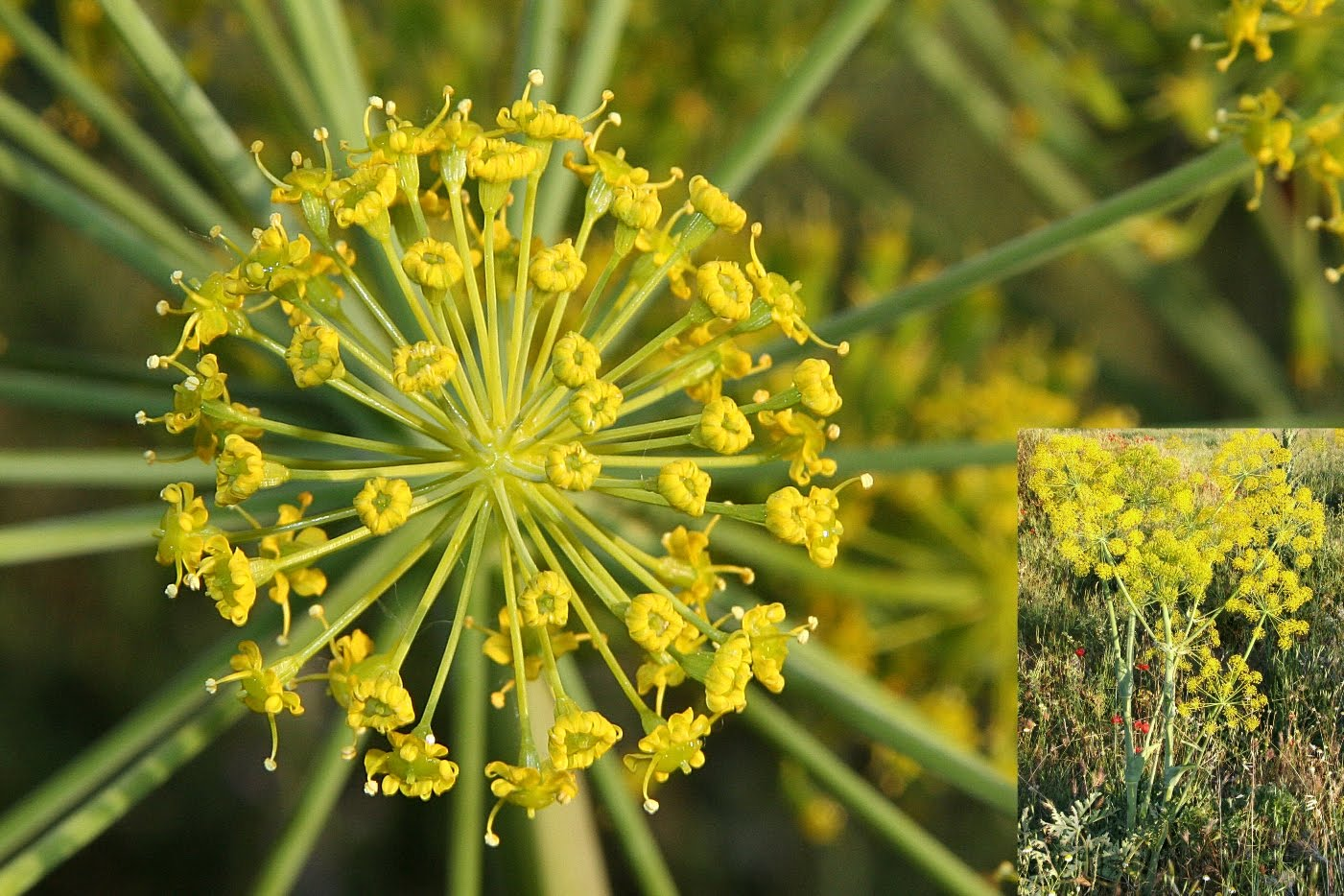
Thapsia villosa

## Fordítás
- Ez a szócikk részben vagy egészben  a   Wikipedia című angol Wikipédia-szócikk fordításán alapul.  Az eredeti cikk szerkesztőit annak laptörténete sorolja fel. Ez a jelzés csupán a megfogalmazás eredetét és a szerzői jogokat jelzi, nem szolgál a cikkben szereplő információk forrásmegjelöléseként.